# Őcsény
Őcsény è un comune dell'Ungheria centro-meridionale di 2 481 abitanti (dati 2008). È situato nella contea di Tolna.